# Kucke
Die Kucke, seltener Gucke, war im Österreichischen neben dem Begriff eines Bechers ohne Stiel ein Volumenmaß, welches für die Eierschale stand. Die halbe Eierschale stellte das Volumenmaß dar. Eine konkrete Werteangabe war dagegen nicht gegeben.